# Antoine Noisette
Pour les articles homonymes, voir Noisette.
Antoine Noisette, né à Torcy en 1778 et mort le 21 août 1858 à Nantes, est un paysagiste, horticulteur et naturaliste français. On lui doit notamment le jardin des plantes de Nantes.

## Biographie

### Famille
Fils de Joseph Noisette, jardinier du comte de Provence, futur Louis XVIII, Antoine Noisette est le frère du botaniste Louis Claude Noisette et de l'horticulteur Philippe Noisette, parti de France et installé aux États-Unis, à Charleston (Caroline du Sud). Un descendant de cette famille, Claude Noisette de Crauzat, est actuellement musicologue et musicographe.

### Carrière
C'est au printemps 1822 que le maire de Nantes Louis Levesque prend les premiers contacts avec Antoine Noisette, paysagiste parisien réputé, pour lui confier le projet du jardin des plantes de Nantes. En octobre 1822, il accepte de prendre la direction des travaux. En plus d'un salaire confortable et d'un logement de fonction, Antoine Noisette dispose d'un avantage considérable : la possibilité de vendre à son profit les plantes en surnombre .
En 1833, la ville de Nantes décide de ne pas reconduire Antoine Noisette dans ses fonctions de directeur. L'administration du Jardin des plantes est complètement revue à la suite du rapport rendu au maire Ferdinand Favre par une commission de surveillance en juin 1835. C'est finalement en septembre 1835 qu'Antoine Noisette quitte la direction du jardin, non sans avoir obtenu que son fils Dominique soit nommé jardinier en chef.
Il est enterré au cimetière Saint-Donatien, attenant à la basilique Saint-Donatien, avec sa femme Jeanne Beauvais. Dans l'église, « on note la présence d'une rose Noisette et une branche de noisetier sur une clé de voûte exécutée en reconnaissance d'un don de 1 000 francs-or donnés par Dominique Noisette, son fils, pour la construction de la basilique », a indiqué un des descendants d'Antoine Noisette au quotidien Ouest-France.

## Postérité
Une voie de Nantes, dans le quartier Doulon-Bottière, a été baptisée rue Antoine-Noisette.

## Sources
- Émilien Maillard, Nantes et le département au XIXe siècle : littérateurs, savants, musiciens, & hommes distingués, 1891.